# 王順德 (嘉靖進士)
王順德（1501年—？年），字叔昌，四川瀘州人，明朝政治人物。

## 生平
治《書經》，嘉靖十九年（1540年）由國子生中式庚子科四川鄉試第六十二名舉人，嘉靖二十三年（1544年）登甲辰科第三甲第八十八名進士。

## 家族
曾祖王瑄；祖王臣；父王大才；母華氏；繼母李氏。慈侍下，妻楊氏，行二，兄順賢。